# Hryhorij Warżełenko
Hryhorij Tychonowycz Warżełenko, ukr. Григорій Тихонович Варжеленко, ros. Григорий Тихонович Варжеленко, Grigorij Tichonowicz Warżielenko (ur. 8 marca 1950 w Nikopolu, Ukraińska SRR, zm. 16 lutego 2024) – ukraiński piłkarz, grający na pozycji napastnika, trener piłkarski.

## Kariera piłkarska
Wychowanek Trubnyka Nikopol. Pierwszy trener Jewhen Chołodkowski. W 1967 rozpoczął karierę piłkarską w Trubnyku Nikopol. Potem został zaproszony przez trenera trener Wiktora Masłowa do Dynama Kijów, ale występował jedynie w drużynie rezerw. Pełnił funkcje kapitana w juniorskiej reprezentacji Ukraińskiej SRR. Potem bronił barw klubów Dynamo Chmielnicki, Dinamo Stawropol i Trubnyk Nikopol. Przez liczne kontuzje był zmuszony przedwcześnie zakończyć karierę piłkarza.

## Kariera trenerska
Po zakończeniu kariery piłkarza rozpoczął pracę szkoleniowca. Najpierw przez wiele lat pracował w Szkole Sportowej Kołos Nikopol. W latach 1995–1999 prowadził Metałurh Nikopol. Następnie trenował rosyjski Start Jejsk. Na początku 2000 został mianowany na stanowisku głównego trenera Polissia Żytomierz, którym kierował do maja 2000. Potem pracował w sztabie szkoleniowym klubów Zirka Kirowohrad i Stal Ałczewsk. W lipcu 2004 ponownie stał na czele nikopolskiego klubu, który nazywał się Ełektrometałurh-NZF Nikopol. Po zakończeniu sezonu 2004/05 klub został rozformowany. Spośród jego wychowanków wielu znanych piłkarzy, m.in. Pawło Jakowenko, Mykoła Kudrycki, Serhij Chudożyłow, Dmytro Topczijew.

## Sukcesy i odznaczenia

### Sukcesy trenerskie
Metałurh Nikopol
- brązowy medalista Ukraińskiej Pierwszej Ligi: 1997

### Odznaczenia
- tytuł Zasłużonego Trenera Ukrainy